# Nappanee
Nappanee est une commune du comté d'Elkhart et du comté de Kosciusko, situés dans l'Indiana, aux États-Unis. Sa population s’élevait à 6 648 habitants lors du recensement de 2010, estimée à 6 839 habitants en 2017.
La ville abrite une importante communauté amish.

## Démographie
| Groupe            | Nappanee | Indiana | États-Unis |
| ----------------- | -------- | ------- | ---------- |
| Blancs            | 94,8     | 84,3    | 72,4       |
| Autres            | 2,4      | 2,7     | 6,4        |
| Métis             | 1,5      | 2,0     | 2,9        |
| Afro-Américains   | 0,7      | 9,1     | 12,6       |
| Amérindiens       | 0,3      | 0,3     | 0,9        |
| Asiatiques        | 0,2      | 1,6     | 4,8        |
| Total             | 100      | 100     | 100        |
|                   |          |         |            |
| Latino-Américains | 6,2      | 6,0     | 16,7       |

Selon l'American Community Survey, pour la période 2011-2015, 92,64 % de la population âgée de plus de 5 ans déclare parler anglais à la maison, alors que 3,93 % déclare parler l'espagnol, 2,31 % l'allemand de Pennsylvanie et 0,66 % le vietnamien.